# ناصر شریفی

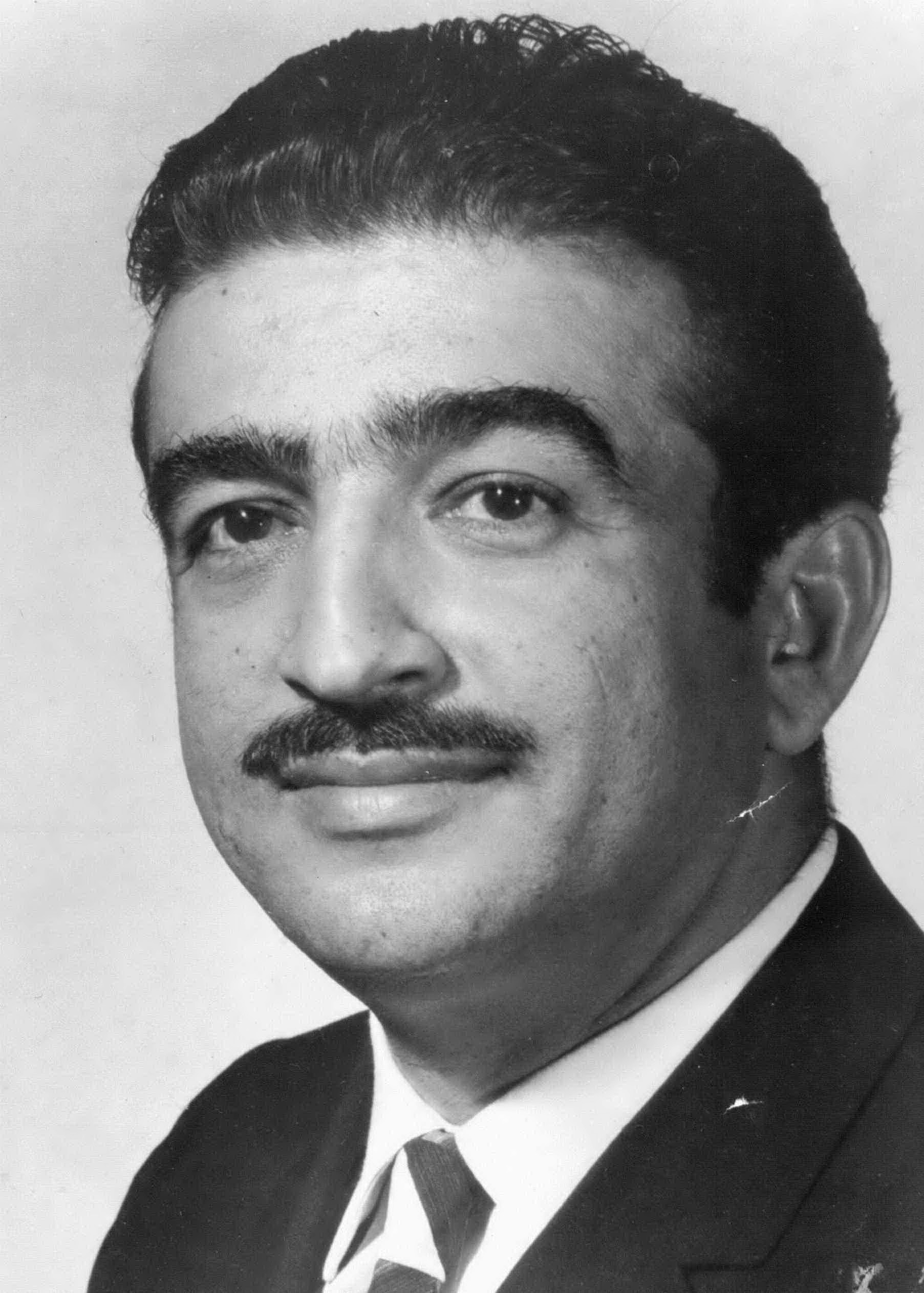

ناصر شریفی (۲۳ سپتامبر ۱۹۲۵ – ۲۳ اوت ۲۰۱۳) در تهران متولد شد. از سال ۱۹۸۷، او به عنوان استاد برجسته و رئیس سابق مؤسسه پرات، دانشکده علوم اطلاعات و کتابخانه در شهر نیویورک خدمت کرد.
همچنین او در سال‌های ۱۹۶۲–۱۹۶۳ به عنوان سرپرست رئیس، (متخصص برنامه) اطلاعات آموزش و پرورش و بخش مواد، یونسکو در بخش آموزش و پرورش، اطلاعات، و روش‌ها در پاریس، فرانسه خدمت کرده است.
او بنیانگذار مرکز اطلاعات کتابخانه بین‌المللی، دانشگاه پیتسبورگ در سال ۱۹۶۴ بود. او در تاریخ، به عنوان مدیر مرکز بین‌المللی اطلاعات کتابخانه از ۱۹۶۴–۱۹۶۶ باقی‌مانده است.
از پیتسبورگ، شریفی به دانشگاه ایالتی نیویورک نقل مکان کرد که در آن او در سال ۱۹۶۶ به ریاست دفتر بین‌المللی کتابداری، منابع آموزشی، و خدمات اطلاعات منصوب شد. که این دفتر، برای ارائه خدمات اطلاعاتی برای آموزش، پژوهش و برنامه‌هایی را برای مطالعات بین‌المللی و امور جهانی برای کل سیستم ایجاد شده است.
۱۹۶۸–۱۹۸۷ او استاد در مؤسسه پرات، دانشکده تحصیلات تکمیلی کتابداری و اطلاع‌رسانی بود. بروکلین، نیویورک.
به عنوان رئیس هیئت مشاوران کتابخانه ملی پهلوی، او مسئول هماهنگی بیش از ۴۰ از کتابداران بین‌المللی و حرفه‌ای در ۱۷ به در ماه مارس سال ۱۹۷۵ به شاه ایران شد. کتابخانه ملی پهلوی بخشی از چشم‌انداز شاه برای آموزش مردم ایران بود.
از سال ۱۹۸۷، او استاد برجسته بوده است و استاد بازنشسته مؤسسه پرات، دانشکده علوم اطلاعات و کتابخانه در شهر نیویورک است.
به عنوان یک مشاور UNSECO، او طراحی شده و به ایجاد اولین مدرسه مراکش علم اطلاعات در سال ۱۹۷۳ کمک کرد.
در سال ۲۰۰۴، بنیاد شریفی ناصر تشکیل شد «که برای ترویج کمک هزینه تحصیلی، آموزش و پژوهش در زمینه علوم اطلاعات و کتابخانه، دستاورد ادبی در زبان فارسی و انگلیسی، و آگاهی عمومی در مسائل چند فرهنگی است.»

## آموزش
- دانشگاه کلمبیا DLS، دانشکده از خدمات کتابخانه، ۱۹۵۸
- M.S. دانشگاه کلمبیا، دانشکده از خدمات کتابخانه، ۱۹۵۴
- دانشگاه تهران B.A، ادبیات فرانسه ۱۹۴۷

## جوایز
- مدال طلا کوآلا، ۱۹۸۵ - که به‌طور سالانه به تنها یک رهبر بین‌المللی یا محقق در جهان داده می‌شود.
- مدال تاج و تخت شاه، ۱۹۷۷
- انجمن کتابخانه آمریکا (ALA) استناد، ژوئن ۱۹۹۹ - ALA این جایزه به افتخار ناصر شریفی برای کمک مادام العمر به کتابخانه علوم ارائه شده است.